# Сражение при Пало-Альто
Сражение при Пало-Альто (англ. Battle of Palo Alto) — первое крупное сражение американо-мексиканской войны, которое произошло 8 мая 1846 года на спорной территории между реками Нуэсес и Рио-Гранде. Мексиканская армия под командованием генерала Ариста перешла Рио-Гранде 30 августа и 3 августа начала осаду американского форта Браун. Узнав, что Оккупационная Армия Тейлора приближается для снятия осады, Ариста выдвинулся ему навстречу и сражение началось 8 мая, за три дня до формального объявления войны Соединёнными Штатами. Ариста провёл две кавалерийские атаки американских флангов, но обе были отбиты. Вечером Ариста отступил к югу и занял новую позицию, на которой 9 мая принял бой, известный как сражение при Ресака-де-ла-Пальма.

## Предыстория
К лету 1846 года отношения США с Мексикой были сильно испорчены из-за присоединения Техаса к США. 15 июня генерал Закари Тейлор получил приказ занять удобное для лагеря место на реке Рио-Гранде или около неё и переправился в Корпус-Кристи, на спорной территории к югу от реки Нуэсес. 12 января 1846 года Тейлор узнал, что мексиканское правительство отказалось идти на переговоры, и ситуация обостряется. Тейлору было приказано выдвинуться к реке Рио-Гранде и занять там какую-нибудь выгодную позицию. К концу марта Тейлор привёл свой отряд на берег Рио-Гранде и приказал капитану Джозефу Мансфилду приступить к постройке бастионного укрепления.
11 апреля мексиканский генерал Ампудья прибыл в Матаморос и потребовал от Тейлора немедленно отступить за реку Нуэсес. Тейлор отказал, и Ампудья решил начать боевые действия, но был отстранён от командование, которое было передано генералу Мариано Ариста. Ариста прибыл в Матоморос только 24 августа и сразу же приказал своему командиру Кавалерии, генералу Торрехону, перейти Рио-Гранде. Узнав о наступлении мексиканской армии, Тейлор послал на разведку несколько десятков кавалеристов 2-го драгунского полка под командованием капитана Сета Торнтона. Этот отряд попал в засаду и в ходе перестрелки, известной как дело Торнтона, 11 человек было убито, остальные попали в плен.
30 апреля армия генерала Ариста перешла Рио-Гранде у Лонгорено. Тейлор приготовил форт Браун к осаде, а остальную армию увёл в Пойнт-Изабель, чтобы прикрыть склады. В форте осталось 500 человек под командованием майора Джекоба Брауна. Это были части 7-го пехотного полка, батарея 18-фунтовых орудий капитана Аллена Лоуда и батарея полевой артиллерии лейтенанта Брэкстона Брэгга.
3 мая Ариста начал обстрел форта Браун. Тейлор к этому времени пополнил припасы и, когда услышал грохот орудий, начал 7 мая обратный марш к форту, имея в своём распоряжении 2 228 человек и обоз из 200 повозок. Ариста также покинул свой лагерь в Танкес-дель-Рамирено и выступил на перехват Тейлора.

## Сражение
Ариста развернул свою армию на широкой равнине Пало-Альто («Высокая сосна»), в восьми милях от форта Браун, поперёк дороги Пойнт-Изабель — Матаморос. Равнина представляла собой прерию около двух миль шириной, по которой были разбросаны мелкие озёра. Центр был сильно заболочен из-за недавних дождей, а вся равнина была покрыта высокой жёсткой травой. Ариста построил линию на южном краю равнины фронтом на север, так что его фланги были прикрыты густыми зарослями чаппараля. Иррегулярную кавалерию под командованием Террихона он спрятал слева от своей позиции на случай, если американцы решат атаковать его фланг. Пехотные части мексиканской армии состояли из 4-го и 10-го пехотных полков (под общим командованием генерала Гарсия), 6-го и 1-го пехотных полков (под командованием генерала Ромуло Диаса де ла Вега), Корпуса Тампико, 2-го лёгкопехотного полка и сапёрного батальона. По фронту были распределены два 8-фунтовых орудия и шесть 4-фунтовых.
Армия Тейлора выступила из лагеря утром 8 мая, к полудню прошла 10 или 12 миль и вышла к равнине Пало-Альто, где увидела впереди, милях в трёх, линию мексиканской армии. Тейлор дал армии время сделать короткий привал у озера Пало-Альто, а затем начал строить боевую линию. Его армия состояла из бригад Бэлкнапа и Твиггса. Бригада Твиггса встала на правом фланге: 5-й пехотный полк подполковника Макинтоша крайний справа, левее батарея майора Рингольда, потом 3-й пехотный и 4-й пехотный полки. На левом фланге встала бригада Бэлкнапа: 8-й пехотный полк, артиллерийский батальон Чилдса (пехота) и батарея Дункана. Обоз остался в тылу под охраной эскадрона 2-го драгунского полка капитана Крогана Керра.
Пока армия Тейлора занимала позицию, на поле боя подошёл генерал Ампудья с 4-м пехотным полком полковника Урага, ротой сапёров, двумя 8-фунтовыми орудиями и отрядом в 400 кавалеристов Каналеса. Пехота заняла позицию между кавалерией Террихона и основной армией, а кавалерия Каналеса ушла далеко на фланг, фактически покинув поле боя.
В 14:30 началась артиллерийская дуэль, которая длилась около часа. Мексиканские орудия, несмотря на грамотное управление, оказались слишком малого калибра и их снаряды часто давали недолёт. Между тем американские орудия действовали эффективно сверх ожиданий, иногда за один залп выбивая целый кавалерийский взвод. Улисс Грант, в то время лейтенант 4-го пехотного полка, вспоминал, что «артиллерия состояла в основном из 6-фунтовых бронзовых орудий, которые вели огонь только ядрами; но у генерала Тейлора были при себе три или четыре 12-фунтовые гаубицы, стреляющие снарядами, а также 18-фунтовые орудия, эти были дальнобойными. Это было мощное вооружение. Мексиканская армия была вооружена примерно такими же ружьями, как у нас, но их артиллерия вела огонь только ядрами. У нас было серьёзное преимущество в этом виде оружия».Следует также учесть, что поле боя было густо заросшим остроконечной травой, которая, по свидетельству очевидцев, легко протыкала одежду и ранила солдат. Мексиканская армия была обута в сандалии, а некоторые из солдат были вообще босоногими, поэтому каждое перемещение мексиканцев вело к ранениям солдат и падению боевого духа.
Ариста предполагал, что Тейлор пойдёт в наступление и тогда его можно будет атаковать во фронт и фланги, но артиллерийский огонь спутал его планы. Логично было бы атаковать американский центр, но заросли колючек на равнине были бы серьёзным препятствием для плохо одетой мексиканской пехоты. Надо было что-то делать, и Ариста приказал Торрехону атаковать американский правый фланг силами своего уланского отряда при поддержке двух орудий. Торрехон нехотя подчинился и повёл отряд через заросли чаппараля. Заметив этот манёвр, Тейлор только сказал: «Следите за ними», но кто-то (вероятно, Твиггс) отправил 5-й пехотный на четверть мили вправо, где полк построился в каре. Торрехон подошёл к каре, дал не очень эффективный залп, получил в ответ также не очень точный залп и отступил. Он сообщил Аристе, что болотистая местность не даёт возможность эффективно использовать кавалерию, но ему было приказано продолжать. Торрехон подошёл к другой стороне каре и снова обменялся залпами, но увидел, что на помощь пехоте идут два орудия конной артиллерии Рингольда, а мексиканские орудия всё ещё не подходили, поэтому Торрехон развернулся и ушёл назад. Орудия Рингольда успели дать по нему один залп. Неудача этого манёвра лишила Ариста уверенность в успехе и он стал дожидаться темноты, чтобы сменить позицию.
В это время от огня батареи Дункана загорелась сухая трава, и ветер с залива быстро раздул огонь, так что между воюющими армиями образовалась стена огня и дыма, из-за чего перестрелка прекратилась примерно на час. Тейлору показалось, что левое крыло противника отходит, и он выдвинул вперёд батарею Черчилля, а вслед за ним 4-й пехотный полк. 5-й пехотный выдвинулся на правый фланг 4-го. Остальные полки соответственно сместились и вся линия в итоге повернулась примерно на 30 или 40 градусов. Но высланный на разведку эскадрон драгун выявил, что мексиканцы остаются на своих местах. Заметив манёвр американцев, Ариста также выдвинул свой правый фланг вперёд. Американский 4-й пехотный полк оказался близко к орудиям противника и понёс некоторый урон, поэтому Торрехон снова решил атаковать, но попал под картечный залп 18-фунтовых орудий и отступил. Произошла небольшая перестрелка между мексиканской линией и артиллерийским батальоном, и на этом боевые действия на данном фланге прекратились.
Одновременно осложнилась ситуация на левом фланге американской линии. Там стояла батарея Дункана, которая при поддержке 8-го пехотного вела быстрый огонь по противнику, время от времени меняя позицию, выдвигаясь вперёд или отступая назад. Когда Ариста выдвинул свой правый фланг вперёд, он оказался ещё ближе к батарее Дункана, и потери среди мексиканцев стали расти. Из-за потерь и бездействия мексиканские части пали духом и стали отходить. Ариста послал на этот участок кавалерию, но это только увеличило беспорядок, который перекинулся на корпус Тампико. Чтобы корпус окончательно не пал духом, было решено послать его в атаку. Дункан быстро сменил позицию, и открыл по наступающим огонь шрапнелью с фланга. Атакующие запаниковали и бросились влево, подставив фланг и тыл под ружья противника на дистанции около 200 шагов. Это был удобный момент для контратаки, но Тейлор не решился двинуть вперёд пехоту, опасаясь за безопасность обозов. Он даже отвёл линию немного назад, ближе к обозам. Это дало возможность бегущим мексиканским частям отойти в тыл и привести себя в порядок. Было уже 19:00, американская армия потеряла 5 человек убитыми и 43 ранеными. Начало темнеть и сражение прекратилось. Американцы остались на ночь на своём месте, а мексиканцы отступили немного назад.

## Последствия
Тейлор добился как минимум позитивного морального эффекта, но ждал продолжения сражения. В 07:00 рассвело, но американцы увидели только хвост колонны отступающего противника. Ариста решил отступить на более выгодную позицию. Тейлор долго колебался, ждал донесений разведки, советовался с высшими офицерами и лишь днём решился начать преследование противника. В 14:00 его армия начала марш, а в 15:00 ему поступили первые донесения о новой позиции противника.
В сражении при Пало-Альто особенно ярко проявила себя американская конная артиллерия. Использование Тейлором этой новой артиллерийской тактики считается его основным вкладом в развитие военного дела во время войны. Мобильной артиллерией командовал майор Рингольд, которому удавалось быстро перебрасывать орудия с позиции на позицию.
Сам Рингольд получил смертельное ранение — мексиканским ядром ему повредило обе ноги. Его доставили в Пойнт-Изабель, где он скончался от ран 11 мая.